# Ngái
Ngái hay sung ngái (tên khoa học Ficus hispida) là một loài thực vật có hoa trong họ Moraceae. Loài này được L.f. mô tả khoa học đầu tiên năm 1782.

## Hình ảnh

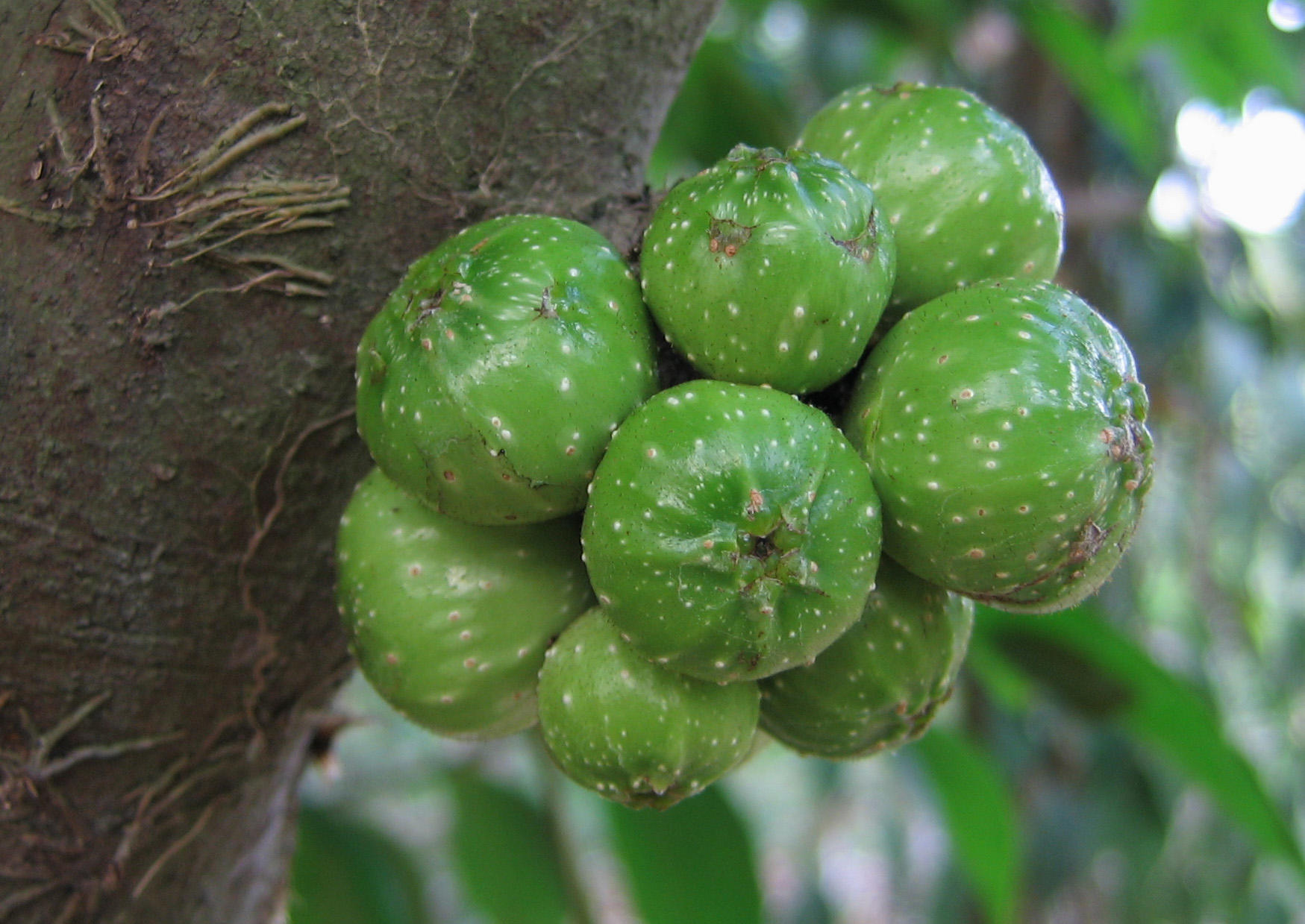
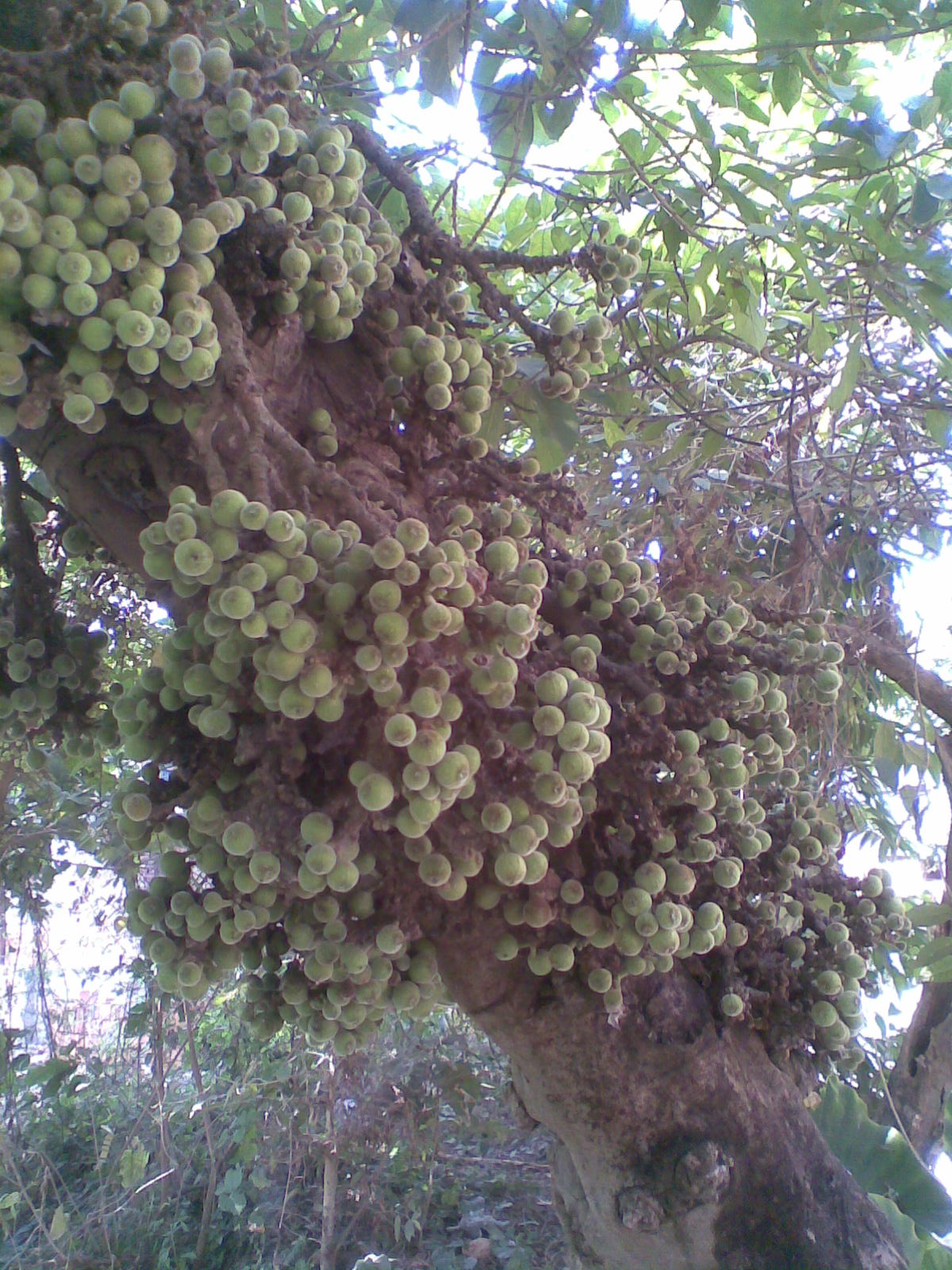
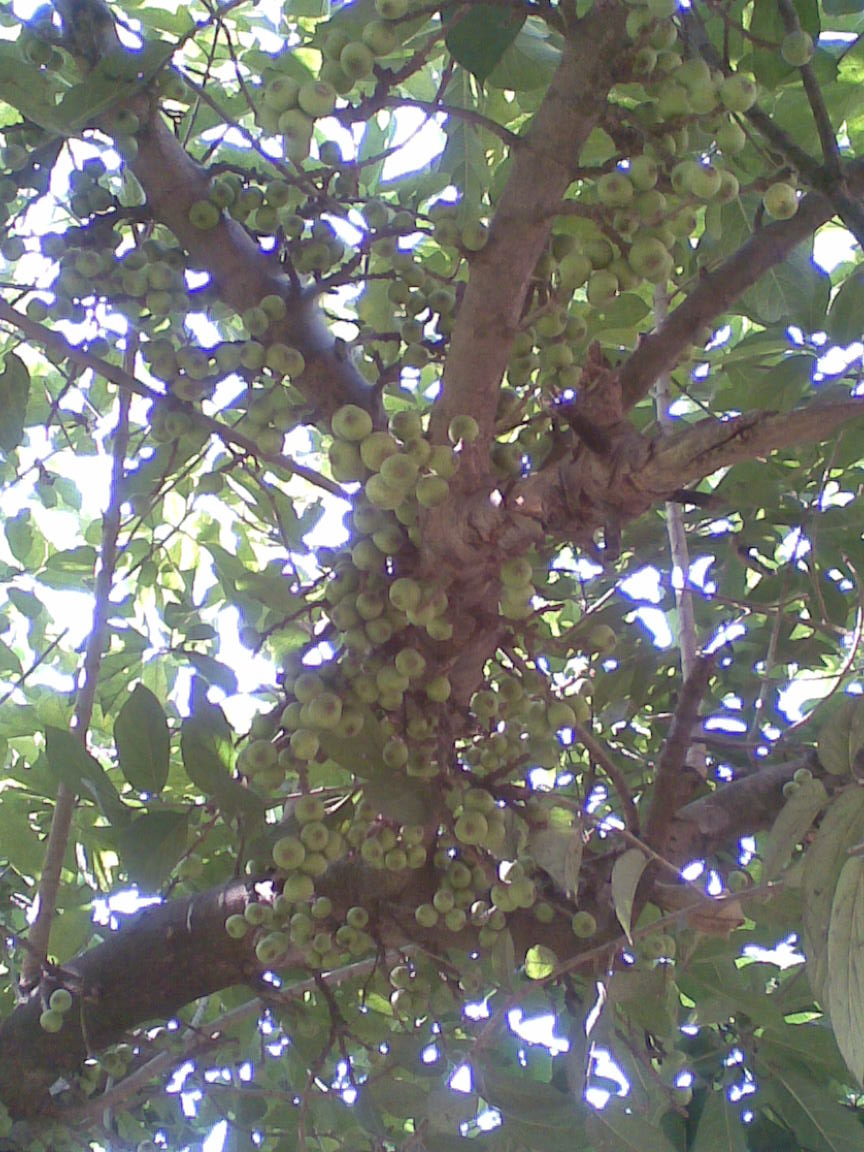
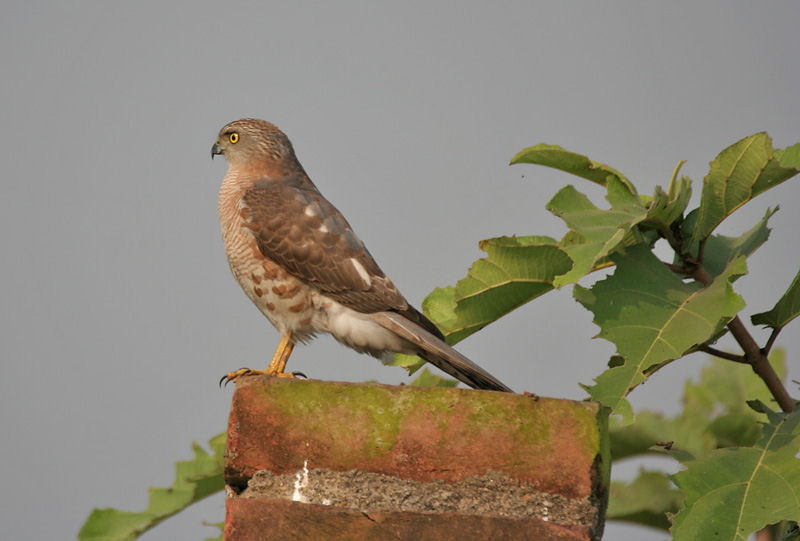